# Lebanese Basketball League 2024-2025
La Lebanese Basketball League 2024-2025, conosciuta per motivi di sponsorizzazione anche con il nome di Decathlon Lebanese Basketball League 2024-2025, è la 30ª edizione del massimo campionato libanese di pallacanestro maschile.
Originariamente previsto per iniziare a novembre 2024, il torneo ha subito un ritardo a causa del conflitto tra Israele e Libano scoppiato nell'ottobre e protrattosi fino a novembre. La Federazione Libanese di Pallacanestro ha riprogrammato l'inizio del torneo al 1º febbraio 2025.

## Squadre partecipanti
| Squadra          | Città           | Pallazetto                               | Capacità | Allenatore     |
| ---------------- | --------------- | ---------------------------------------- | -------- | -------------- |
| Al-Riyadi Beirut | Beirut (Manara) | Saeb Salam Arena (Manara)                | 2,500    | Ahmad Farran   |
| Antranik Y.A.    | Antelias        | AGBU Demirdjian Center (Naccache)        | 2,000    | Georges Akiki  |
| Antonine         | Baabda          | Antonine Arena (Baabda)                  | 1,000    | Ralf Akl       |
| Beirut Club      | Beirut (Chiyah) | Chiyah Stadium (Chiyah)                  | 2,000    | Jad Al Hajj    |
| Champville SC    | Dik El Mehdi    | Champville School Stadium (Dik El Mehdi) | 750      | Sabah Khoury   |
| Club Central     | Jounieh         | Club Central Court (Jounieh)             | 1,000    | Marwan Khalil  |
| Homenetmen       | Mezher          | Homentmen Mezher (Mezher)                | 1,000    | Joe Moujaes    |
| Hoops Club       | Jdeideh         | Rockland Arena (Bourj El Barajne)        | 1,750    | Gilbert Nasr   |
| Mayrouba         | Mayrouba        | Nouhad Naufal Stadium (Zouk Mikael)      | 6,000    | Elie Merheb    |
| NSA Club         | Jounieh         | Fouad Chehab Stadium (Jounieh)           | 1,230    | Harry Savaya   |
| Sagesse Beirut   | Ghazir          | Antoine Choueiri Stadium (Ghazir)        | 5,000    | Linos Gavriel  |
| Tadamon Hrajel   | Hrajel          | Nouhad Naufal Stadium (Zouk Mikael)      | 6,000    | Ghassan Sarkis |

Fonte: Asia-Basket
Cambi di allenatore
| Squadra        | Esonero/ Dimissioni | Subentrato       | Data             | Fonte |
| -------------- | ------------------- | ---------------- | ---------------- | ----- |
| Tadamon Hrajel | Elie Nasr           | Ghassan Sarkis   | 13 febbraio 2025 | [ 2 ] |
| NSA Club       | George Khoury       | Toni Vujanic     | 9 febbraio 2025  | [ 3 ] |
| NSA Club       | Toni Vujanic        | Harry Savaya     | 21 marzo 2025    | [ 4 ] |
| Mayrouba       | Paul Coughter       | Tigran Gyokchyan | 2 aprile 2025    | [ 5 ] |
| Mayrouba       | Tigran Gyokchyan    | Elie Merheb      | 16 aprile 2025   | [ 6 ] |
| Sagesse Beirut | Ilias Zouros        | Linos Gavriel    | 19 maggio 2025   | [ 7 ] |

## Stagione regolare
| Pos | Squadra          | G  | V  | P  | Pt | Qualificazione   |
| --- | ---------------- | -- | -- | -- | -- | ---------------- |
| 1   | Al-Riyadi Beirut | 22 | 21 | 1  | 43 | Semifinali       |
| 2   | Beirut Club      | 22 | 19 | 3  | 41 | Semifinali       |
| 3   | Sagesse Beirut   | 22 | 17 | 5  | 39 | Semifinali       |
| 4   | Antonine         | 22 | 11 | 11 | 33 | Quarti di finale |
| 5   | Homenetmen       | 22 | 11 | 11 | 33 | Quarti di finale |
| 6   | Antranik Y.A.    | 22 | 9  | 13 | 31 |                  |
| 7   | Club Central     | 22 | 9  | 13 | 31 |                  |
| 8   | Champville SC    | 22 | 9  | 13 | 31 |                  |
| 9   | Hoops Club       | 22 | 9  | 13 | 31 | Play-Out         |
| 10  | Tadamon Hrajel   | 22 | 7  | 15 | 29 | Play-Out         |
| 11  | Mayrouba         | 22 | 7  | 15 | 29 | Play-Out         |
| 12  | NSA Club         | 22 | 3  | 19 | 25 | Play-Out         |

## Calendario stagione regolare
Fonte: Asia-Basket
| Data       | Squadra casa     | Risultato | Squadra trasferta |
| ---------- | ---------------- | --------- | ----------------- |
| 1 febbraio | Al-Riyadi Beirut | 136 - 76  | Tadamon Hrajel    |
| 4 febbraio | Antranik Y.A.    | 79 - 72   | Antonine          |
| 5 febbraio | Sagesse Beirut   | 118 - 88  | Club Central      |
| 6 febbraio | Homenetmen       | 88 - 96   | Mayrouba          |
| 6 febbraio | Beirut Club      | 82 - 80   | Hoops Club        |
| 7 febbraio | Champville SC    | 86 - 68   | NSA Club          |

| Data        | Squadra casa  | Risultato | Squadra trasferta |
| ----------- | ------------- | --------- | ----------------- |
| 8 febbraio  | Club Central  | 79 - 116  | Al-Riyadi Beirut  |
| 9 febbraio  | Antonine      | 93 - 95   | Beirut Club       |
| 10 febbraio | Antranik Y.A. | 83 - 60   | Champville SC     |
| 11 febbraio | Mayrouba      | 87 - 83   | Tadamon Hrajel    |
| 12 febbraio | NSA Club      | 81 - 83   | Homenetmen        |
| 12 febbraio | Hoops Club    | 79 - 85   | Sagesse Beirut    |

| Data        | Squadra casa     | Risultato | Squadra trasferta |
| ----------- | ---------------- | --------- | ----------------- |
| 23 febbraio | Club Central     | 71 - 69   | Hoops Club        |
| 24 febbraio | Tadamon Hrajel   | 80 - 74   | NSA Club          |
| 26 febbraio | Homenetmen       | 97 - 94   | Antranik Y.A.     |
| 27 febbraio | Sagesse Beirut   | 101 - 80  | Antonine          |
| 27 febbraio | Al-Riyadi Beirut | 105 - 75  | Mayrouba          |
| 28 febbraio | Beirut Club      | 103 - 97  | Champville SC     |

| Data     | Squadra casa  | Risultato | Squadra trasferta |
| -------- | ------------- | --------- | ----------------- |
| 1 marzo  | NSA Club      | 76 - 85   | Mayrouba          |
| 2 marzo  | Antranik Y.A. | 82 - 78   | Tadamon Hrajel    |
| 2 marzo  | Beirut Club   | 109 - 105 | Homenetmen        |
| 3 marzo  | Antonine      | 89 - 59   | Club Central      |
| 11 marzo | Champville SC | 68 - 97   | Sagesse Beirut    |
| 12 marzo | Hoops Club    | 84 - 86   | Al-Riyadi Beirut  |

| Data     | Squadra casa     | Risultato | Squadra trasferta |
| -------- | ---------------- | --------- | ----------------- |
| 8 marzo  | Club Central     | 72 - 71   | Champville SC     |
| 9 marzo  | Hoops Club       | 68 - 77   | Antonine          |
| 10 marzo | Mayrouba         | 84 - 88   | Antranik Y.A.     |
| 11 marzo | Beirut Club      | 93 - 65   | Tadamon Hrajel    |
| 14 marzo | Sagesse Beirut   | 100 - 99  | Homenetmen        |
| 14 marzo | Al-Riyadi Beirut | 95 - 79   | NSA Club          |

| Data     | Squadra casa   | Risultato | Squadra trasferta |
| -------- | -------------- | --------- | ----------------- |
| 15 marzo | Champville SC  | 90 - 83   | Hoops Club        |
| 15 marzo | Mayrouba       | 76 - 95   | Beirut Club       |
| 16 marzo | Homenetmen     | 100 - 82  | Club Central      |
| 16 marzo | Antranik Y.A.  | 82 - 69   | NSA Club          |
| 16 marzo | Antonine       | 73 - 100  | Al-Riyadi Beirut  |
| 16 marzo | Sagesse Beirut | 94 - 89   | Tadamon Hrajel    |

| Data     | Squadra casa     | Risultato | Squadra trasferta |
| -------- | ---------------- | --------- | ----------------- |
| 8 aprile | NSA Club         | 83 - 93   | Beirut Club       |
| 19 marzo | Club Central     | 105 - 82  | Tadamon Hrajel    |
| 20 marzo | Al-Riyadi Beirut | 103 - 85  | Antranik Y.A.     |
| 20 marzo | Hoops Club       | 109 - 81  | Homenetmen        |
| 21 marzo | Antonine         | 79 - 90   | Champville SC     |
| 21 marzo | Mayrouba         | 83 - 100  | Sagesse Beirut    |

| Data      | Squadra casa   | Risultato | Squadra trasferta |
| --------- | -------------- | --------- | ----------------- |
| 22 marzo  | Tadamon Hrajel | 73 - 81   | Hoops Club        |
| 11 aprile | Beirut Club    | 85 - 82   | Antranik Y.A.     |
| 23 marzo  | NSA Club       | 71 - 81   | Sagesse Beirut    |
| 23 marzo  | Club Central   | 88 - 97   | Mayrouba          |
| 24 marzo  | Homenetmen     | 84 - 101  | Antonine          |
| 25 marzo  | Champville SC  | 77 - 114  | Al-Riyadi Beirut  |

| Data     | Squadra casa     | Risultato | Squadra trasferta |
| -------- | ---------------- | --------- | ----------------- |
| 26 marzo | Antranik Y.A.    | 87 - 92   | Sagesse Beirut    |
| 27 marzo | NSA Club         | 73 - 81   | Club Central      |
| 27 marzo | Hoops Club       | 99 - 51   | Mayrouba          |
| 28 marzo | Champville SC    | 86 - 100  | Homenetmen        |
| 28 marzo | Antonine         | 102 - 81  | Tadamon Hrajel    |
| 29 marzo | Al-Riyadi Beirut | 86 - 92   | Beirut Club       |

| Data     | Squadra casa   | Risultato | Squadra trasferta |
| -------- | -------------- | --------- | ----------------- |
| 1 aprile | Homenetmen     | 69 - 96   | Al-Riyadi Beirut  |
| 1 aprile | Hoops Club     | 86 - 77   | NSA Club          |
| 2 aprile | Mayrouba       | 98 - 107  | Antonine          |
| 2 aprile | Sagesse Beirut | 84 - 93   | Beirut Club       |
| 3 aprile | Antranik Y.A.  | 78 - 71   | Club Central      |
| 3 aprile | Tadamon Hrajel | 98 - 94   | Champville SC     |

| Data     | Squadra casa     | Risultato | Squadra trasferta |
| -------- | ---------------- | --------- | ----------------- |
| 5 aprile | Antonine         | 100 - 64  | NSA Club          |
| 5 aprile | Al-Riyadi Beirut | 99 - 92   | Sagesse Beirut    |
| 6 aprile | Beirut Club      | 101 - 91  | Club Central      |
| 6 aprile | Homenetmen       | 83 - 82   | Tadamon Hrajel    |
| 7 aprile | Champville SC    | 78 - 74   | Mayrouba          |
| 8 aprile | Antranik Y.A.    | 70 - 88   | Hoops Club        |

| Data      | Squadra casa   | Risultato | Squadra trasferta |
| --------- | -------------- | --------- | ----------------- |
| 12 aprile | NSA Club       | 85 - 78   | Champville SC     |
| 14 aprile | Hoops Club     | 94 - 88   | Beirut Club       |
| 15 aprile | Antonine       | 86 - 78   | Antranik Y.A.     |
| 16 aprile | Tadamon Hrajel | 78 - 110  | Al-Riyadi Beirut  |
| 16 aprile | Club Central   | 66 - 93   | Sagesse Beirut    |
| 17 aprile | Mayrouba       | 95 - 104  | Homenetmen        |

| Data      | Squadra casa     | Risultato | Squadra trasferta |
| --------- | ---------------- | --------- | ----------------- |
| 21 aprile | Tadamon Hrajel   | 94 - 76   | Mayrouba          |
| 21 aprile | Homenetmen       | 104 - 100 | NSA Club          |
| 22 aprile | Al-Riyadi Beirut | 104 - 89  | Club Central      |
| 22 aprile | Beirut Club      | 84 - 71   | Antonine          |
| 23 aprile | Sagesse Beirut   | 110 - 107 | Hoops Club        |
| 24 aprile | Champville SC    | 89 - 91   | Antranik Y.A.     |

| Data      | Squadra casa  | Risultato | Squadra trasferta |
| --------- | ------------- | --------- | ----------------- |
| 25 aprile | Mayrouba      | 65 - 117  | Al-Riyadi Beirut  |
| 26 aprile | Hoops Club    | 85 - 66   | Club Central      |
| 26 aprile | Antonine      | 84 - 98   | Sagesse Beirut    |
| 27 aprile | Champville SC | 97 - 89   | Beirut Club       |
| 28 aprile | Antranik Y.A. | 79 - 83   | Homenetmen        |
| 29 aprile | NSA Club      | 93 - 98   | Tadamon Hrajel    |

| Data      | Squadra casa     | Risultato | Squadra trasferta |
| --------- | ---------------- | --------- | ----------------- |
| 30 aprile | Club Central     | 73 - 67   | Antonine          |
| 30 aprile | Sagesse Beirut   | 97 - 89   | Champville SC     |
| 2 maggio  | Mayrouba         | 95 - 74   | NSA Club          |
| 2 maggio  | Al-Riyadi Beirut | 103 - 72  | Hoops Club        |
| 3 maggio  | Tadamon Hrajel   | 88 - 80   | Antranik Y.A.     |
| 3 maggio  | Homenetmen       | 80 - 82   | Beirut Club       |

| Data      | Squadra casa   | Risultato | Squadra trasferta |
| --------- | -------------- | --------- | ----------------- |
| 5 maggio  | Antonine       | 90 - 84   | Hoops Club        |
| 6 maggio  | Champville SC  | 79 - 85   | Club Central      |
| 6 maggio  | NSA Club       | 75 - 102  | Al-Riyadi Beirut  |
| 7 maggio  | Tadamon Hrajel | 63 - 91   | Beirut Club       |
| 7 maggio  | Homenetmen     | 102 - 114 | Sagesse Beirut    |
| 14 maggio | Antranik Y.A.  | 97 - 100  | Mayrouba          |

| Data      | Squadra casa     | Risultato | Squadra trasferta |
| --------- | ---------------- | --------- | ----------------- |
| 8 maggio  | NSA Club         | 82 - 96   | Antranik Y.A.     |
| 11 maggio | Beirut Club      | 83 - 66   | Mayrouba          |
| 12 maggio | Hoops Club       | 71 - 72   | Champville SC     |
| 13 maggio | Club Central     | 92 - 99   | Homenetmen        |
| 21 maggio | Al-Riyadi Beirut | 92 - 72   | Antonine          |
| 21 maggio | Tadamon Hrajel   | 91 - 104  | Sagesse Beirut    |

| Data      | Squadra casa   | Risultato | Squadra trasferta |
| --------- | -------------- | --------- | ----------------- |
| 15 maggio | Beirut Club    | 90 - 70   | NSA Club          |
| 16 maggio | Champville SC  | 98 - 88   | Antonine          |
| 23 maggio | Antranik Y.A.  | 89 - 92   | Al-Riyadi Beirut  |
| 23 maggio | Sagesse Beirut | 93 - 74   | Mayrouba          |
| 24 maggio | Homenetmen     | 126 - 105 | Hoops Club        |
| 24 maggio | Tadamon Hrajel | 93 - 86   | Club Central      |

| Data      | Squadra casa     | Risultato | Squadra trasferta |
| --------- | ---------------- | --------- | ----------------- |
| 17 maggio | Hoops Club       | 65 - 78   | Tadamon Hrajel    |
| 18 maggio | Antranik Y.A.    | 68 - 76   | Beirut Club       |
| 20 maggio | Mayrouba         | 85 - 103  | Club Central      |
| 25 maggio | Sagesse Beirut   | 97 - 106  | NSA Club          |
| 27 maggio | Al-Riyadi Beirut | 110 - 68  | Champville SC     |
| 28 maggio | Antonine         | 107 - 84  | Homenetmen        |

| Data      | Squadra casa   | Risultato | Squadra trasferta |
| --------- | -------------- | --------- | ----------------- |
| 29 maggio | Sagesse Beirut | 97 - 78   | Antranik Y.A.     |
| 29 maggio | Mayrouba       | 74 - 96   | Hoops Club        |
| 29 maggio | Homenetmen     | 96 - 112  | Champville SC     |
| 30 maggio | Club Central   | 97 - 93   | NSA Club          |
| 30 maggio | Tadamon Hrajel | 76 - 88   | Antonine          |
| 31 maggio | Beirut Club    | 72 - 110  | Al-Riyadi Beirut  |

| Data     | Squadra casa     | Risultato | Squadra trasferta |
| -------- | ---------------- | --------- | ----------------- |
| 2 giugno | Club Central     | 85 - 77   | Antranik Y.A.     |
| 2 giugno | NSA Club         | 81 - 85   | Hoops Club        |
| 3 giugno | Antonine         | 84 - 77   | Mayrouba          |
| 3 giugno | Al-Riyadi Beirut | 110 - 86  | Homenetmen        |
| 4 giugno | Beirut Club      | 90 - 86   | Sagesse Beirut    |
| 4 giugno | Champville SC    | 115 - 97  | Tadamon Hrajel    |

| Data      | Squadra casa   | Risultato | Squadra trasferta |
| --------- | -------------- | --------- | ----------------- |
| 6 giugno  | NSA Club       | 88 - 80   | Antonine          |
| 7 giugno  | Hoops Club     | 80 - 88   | Antranik Y.A.     |
| 7 giugno  | Club Central   | 80 - 81   | Beirut Club       |
| 7 giugno  | Mayrouba       | 106 - 91  | Champville SC     |
| 8 giugno  | Tadamon Hrajel | 85 - 121  | Homenetmen        |
| 18 giugno | Sagesse Beirut | 97 - 105  | Al-Riyadi Beirut  |

## Playoff
Al termine della stagione regolare le squadre che hanno concluso nei primi cinque posti la classifica generale guadagnano l'accesso per la fase finale. Le prime tre in classifica guadagnano l'accesso diretto per le semifinali, mentre la quarta e quinta in classifica si qualificano per i quarti di finale.
La serie dei quarti, per determinare l'ultima semifinalista, si giocherà al meglio delle tre partite; le serie delle semifinali saranno al meglio delle 5 partite, mentre la serie per l'assegnazione del titolo si giocherà al meglio delle sette partite.
|  | Quarti di finale | Quarti di finale | Quarti di finale |  |  | Semifinali | Semifinali       | Semifinali |  |  | Finale | Finale           | Finale |
|  |                  |                  |                  |  |  |            |                  |            |  |  |        |                  |        |
|  |                  |                  |                  |  |  | 1°         | Al-Riyadi Beirut | 3          |  |  |        |                  |        |
|  | 4°               | Antonine         | 0                |  |  | 5°         | Homenetmen       | 0          |  |  |        |                  |        |
|  | 5°               | Homenetmen       | 2                |  |  |            |                  |            |  |  | 1°     | Al-Riyadi Beirut | 4      |
|  |                  |                  |                  |  |  |            |                  |            |  |  | 3°     | Sagesse Beirut   | 1      |
|  |                  |                  |                  |  |  | 2°         | Beirut Club      | 2          |  |  |        |                  |        |
|  |                  |                  |                  |  |  | 3°         | Sagesse Beirut   | 3          |  |  |        |                  |        |

Fonte: Flashscore - Lebanon Division 1 - Playoff 2025

### Quarti di finale
| Arbitri: | Rabah Njeim Paul Skayem Claude Abi Gabrayel |

|               |          |            |
| Washington 31 | Punti    | 27 Bey     |
| Washington 11 | Assist   | 15 Stevens |
| Watkins 21    | Rimbalzi | 12 Bey     |

| Arbitri: | Rabah Njeim Ziad Tannous Adel Khoueiry |

|           |          |               |
| Bey 25    | Punti    | 27 Washington |
| Ajemian 7 | Assist   | 6 Washington  |
| Bey 20    | Rimbalzi | 18 Watkins    |

### Semifinali
Riyadi - 	Homenetmen
| Manara 21 giugno 2025, ore 21:45 UTC+2 Gara 1                                                                                   | Al-Riyadi Beirut | 104 – 101 referto | Homenetmen | Saeb Salam Arena (1.923 spett.) |
| \| \| \| \| \| Maker 30 \| Punti \| 29 Stevens \| \| Mansour 16 \| Assist \| 11 Stevens \| \| Maker 11 \| Rimbalzi \| 17 Bey \| |                  |                   |            |                                 |
| |                  |                   |            |                                 |
| Maker 30 | Punti            | 29 Stevens        |            |                                 |
| Mansour 16 | Assist           | 11 Stevens        |            |                                 |
| Maker 11 | Rimbalzi         | 17 Bey            |            |                                 |

| Arbitri: | Rabah Njeim Paul Skayem Ziad Tannous |

|            |          |            |
| Stevens 25 | Punti    | 29 Maker   |
| Stevens 16 | Assist   | 14 Mansour |
| Jackson 8  | Rimbalzi | 15 Maker   |

| Arbitri: | Rabah Njeim Paul Skayem Ziad Tannous |

|                 |          |                    |
| Georges-Hunt 27 | Punti    | 24 Bey             |
| Mansour 13      | Assist   | 5 Jackson, Stevens |
| Maker 13        | Rimbalzi | 8 Bey              |

Beirut - Sagesse
| Arbitri: | Rabah Njeim Adel Khoueiry Ziad Tannous |

|               |          |                |
| El Darwich 26 | Punti    | 27 Jamaleddine |
| Mezher 11     | Assist   | 4 Khoueiry     |
| Solomon 13    | Rimbalzi | 7 Doumbouya    |

| Arbitri: | Rabah Njeim Adel Khoueiry Sergio Kassab |

|                      |          |            |
| Doumbouya 34         | Punti    | 31 Young   |
| Jamaleddine, Moody 7 | Assist   | 11 Mezher  |
| Doumbouya 10         | Rimbalzi | 14 Solomon |

| Arbitri: | Rabah Njeim Ziad Tannous Paul Skayem |

|              |          |              |
| Wimbush 27   | Punti    | 28 Doumbouya |
| El Darwich 7 | Assist   | 9 Moody      |
| Haidar 7     | Rimbalzi | 15 Doumbouya |

| Arbitri: | Rabah Njeim Paul Skayem Adel Khoueiry |

|              |          |                      |
| Doumbouya 20 | Punti    | 23 Young             |
| Moody 6      | Assist   | 8 El Darwich, Mezher |
| Doumbouya 14 | Rimbalzi | 8 Haidar             |

| Arbitri: | Rabah Njeim Ziad Tannous Adel Khoueiry |

|               |          |                       |
| El Darwich 24 | Punti    | 31 Jamaleddine        |
| Mezher 10     | Assist   | 4 Doumbouya, Khoueiry |
| Haidar 11     | Rimbalzi | 9 Hadidian            |

### Finale
| Arbitri: | Rabah Njeim Paul Skayem Ziad Tannous |

|           |          |                    |
| Maker 21  | Punti    | 22 Doumbouya       |
| Mansour 7 | Assist   | 4 Doumbouya, Moody |
| Maker 14  | Rimbalzi | 12 Jamaleddine     |

| Arbitri: | Rabah Njeim Paul Skayem Ziad Tannous |

|                                 |          |           |
| Doumbouya 17                    | Punti    | 24 Maker  |
| Doumbouya, Jamaleddine, Moody 3 | Assist   | 9 Mansour |
| Doumbouya, Jamaleddine 10       | Rimbalzi | 12 Maker  |

| Arbitri: | Rabah Njeim Paul Skayem Adel Khoueiry |

|          |          |                |
| Maker 20 | Punti    | 26 Doumbouya   |
| Saoud 7  | Assist   | 4 Moody        |
| Maker 18 | Rimbalzi | 13 Jamaleddine |

| Arbitri: | Rabah Njeim Paul Skayem Ziad Tannous |

|                |          |              |
| Jamaleddine 26 | Punti    | 16 Gyokchyan |
| Jamaleddine 6  | Assist   | 5 Saoud      |
| Doumbouya 9    | Rimbalzi | 9 Maker      |

| Arbitri: | Rabah Njeim Paul Skayem Adel Khoueiry |

|                            |          |              |
| Georges-Hunt, DeShields 20 | Punti    | 14 Hadidian  |
| Mansour 9                  | Assist   | 6 Doumbouya  |
| Gyokchyan 12               | Rimbalzi | 13 Doumbouya |

## Play-Out
Le squadre che al termine della stagione regolare si classificano nelle ultime quattro posizioni accedono ai play-out per conquistare la loro permanenza nella LBL, in delle serie al meglio delle tre partite.
Nel primo turno la nona classificata affronterà la decima, la vincente della serie conquista la salvezza mentre la perdente accede al secondo turno del play-out, dove affronterà la vincente della sfida tra l'undicesima in classifica e la dodicesima (dove la perdente viene automaticamente retrocessa), per determinare l'ultima squadra ad ottenere la permanenza nella lega.
|  | Primo turno | Primo turno    | Primo turno |          |                | Secondo turno  | Secondo turno | Secondo turno |  |
|  |             |                |             |          |                |                |               |               |  |
|  | 9°          | Hoops Club     | 79          |          |                |                |               |               |  |
|  | 9°          | Hoops Club     | 79          |          |                |                |               |               |  |
|  | 10°         | Tadamon Hrajel | 55          |          |                |                |               |               |  |
|  | 10°         | Tadamon Hrajel | 55          |          | Tadamon Hrajel | Tadamon Hrajel | 71            |               |  |
|  |             |                |             |          | Tadamon Hrajel | Tadamon Hrajel | 71            |               |  |
|  |             |                | NSA Club    | NSA Club | 85             |                |               |               |  |
|  | 11°         | Mayrouba       | NSA Club    | NSA Club | 85             | 94             |               |               |  |
|  | 11°         | Mayrouba       |             |          |                |                |               |               |  |
|  | 12°         | NSA Club       | 113         |          |                |                |               |               |  |

Fonte: Flashscore - Lebanon Division 1 - Play-out 2025
Primo Turno
| Burj El Barajneh 10 giugno 2025, ore 18:45 UTC+2 Play-out                                                                        | Hoops Club | 79 – 55   | Tadamon Hrajel | Rockland Arena |
| \| \| \| \| \| Dixson 29 \| Punti \| 15 Wilson \| \| English 6 \| Assist \| 5 Wilson \| \| English 8 \| Rimbalzi \| 15 Wilson \| |            |           |                |                |
| |            |           |                |                |
| Dixson 29 | Punti      | 15 Wilson |                |                |
| English 6 | Assist     | 5 Wilson  |                |                |
| English 8 | Rimbalzi   | 15 Wilson |                |                |

| Zouk Mikael 10 giugno 2025, ore 21:45 UTC+2 Play-out                                                                                  | Mayrouba | 94 – 113    | NSA Club | Nouhad Naufal Stadium |
| \| \| \| \| \| Nakhle 28 \| Punti \| 37 Richards \| \| Thomas 6 \| Assist \| 8 Hamilton \| \| Thomas 14 \| Rimbalzi \| 16 Hamilton \| |          |             |          |                       |
| |          |             |          |                       |
| Nakhle 28 | Punti    | 37 Richards |          |                       |
| Thomas 6 | Assist   | 8 Hamilton  |          |                       |
| Thomas 14 | Rimbalzi | 16 Hamilton |          |                       |

Secondo turno
| Zouk Mikael 12 giugno 2025, ore 21:45 UTC+2 Play-out                                                                                                 | Tadamon Hrajel | 71 – 85                 | NSA Club | Nouhad Naufal Stadium |
| \| \| \| \| \| Alalia 16 \| Punti \| 32 Montgomery \| \| McLean 9 \| Assist \| 15 Hamilton \| \| McLean 10 \| Rimbalzi \| 13 Montgomery, Richards \| |                |                         |          |                       |
| |                |                         |          |                       |
| Alalia 16 | Punti          | 32 Montgomery           |          |                       |
| McLean 9 | Assist         | 15 Hamilton             |          |                       |
| McLean 10 | Rimbalzi       | 13 Montgomery, Richards |          |                       |

## Leader statistiche individuali
| Categoria                | Giocatore       | Squadra       | Statistiche |
| ------------------------ | --------------- | ------------- | ----------- |
| Punti per partita        | Dikembe Dixson  | Hoops Club    | 29.3        |
| Rimbalzi per partita     | Michael Watkins | Antonine      | 11.0        |
| Assists per partita      | Ali Mezher      | Beirut Club   | 9.5         |
| Palle rubate per partita | Sa'eed Nelson   | Antranik Y.A. | 2.9         |
| Stoppate per partita     | Michael Watkins | Antonine      | 3.7         |

## Premi stagionali
| Premio                        | Giocatore         | Squadra          | Fonte |
| ----------------------------- | ----------------- | ---------------- | ----- |
| Giocatore dell'Anno           | Zach Lofton       | Sagesse Beirut   | [ 9 ] |
| MVP delle Finali              | Thon Maker        | Al-Riyadi Beirut | [ 9 ] |
| Giocatore Difensivo dell'Anno | Zach Lofton       | Sagesse Beirut   | [ 9 ] |
| Giocatore Libanese dell'Anno  | Sergio El Darwich | Beirut Club      | [ 9 ] |
| Giocatore Straniero dell'Anno | Zach Lofton       | Sagesse Beirut   | [ 9 ] |
| Miglior Guardia dell'Anno     | Zach Lofton       | Sagesse Beirut   | [ 9 ] |
| Miglior Ala dell'Anno         | Tyler Bey         | Homenetmen       | [ 9 ] |
| Miglior Centro dell'Anno      | Thon Maker        | Al-Riyadi Beirut | [ 9 ] |
| Miglior Prospetto dell'Anno   | Anthony Nabaa     | Club Central     | [ 9 ] |
| Allenatore dell'Anno          | Ahmad Farran      | Al-Riyadi Beirut | [ 9 ] |

| Primo quintetto stagionale | Primo quintetto stagionale |
| -------------------------- | -------------------------- |
| Zach Lofton                | Sagesse Beirut             |
| Jordan Stevens             | Homenetmen                 |
| Thon Maker                 | Al-Riyadi Beirut           |
| Tyler Bey                  | Homenetmen                 |
| Michael Watkins            | Antonine                   |

| Secondo quintetto stagionale | Secondo quintetto stagionale |
| ---------------------------- | ---------------------------- |
| Sergio El Darwich            | Beirut Club                  |
| Wael Arakji                  | Al-Riyadi Beirut             |
| Dikembe Dixson               | Hoops Club                   |
| Yuat Alok                    | Homenetmen                   |
| Hayk Gyokchyan               | Al-Riyadi Beirut             |

| Terzo quintetto stagionale | Terzo quintetto stagionale |
| -------------------------- | -------------------------- |
| Marcus Georges-Hunt        | Al-Riyadi Beirut           |
| Henry Sims                 | Champville SC              |
| Omar Jamaleddine           | Sagesse Beirut             |
| Kevin Murphy               | Antonine                   |
| Kerwin Roach               | Antonine                   |